# Vasikkasaari (ö i Finland, Norra Karelen, Joensuu, lat 62,58, long 29,24)
Vasikkasaari är en ö i Finland. Den ligger i sjön Orivesi och i kommunen Libelits i den ekonomiska regionen  Joensuu ekonomiska region  och landskapet Norra Karelen, i den sydöstra delen av landet, 300 km nordost om huvudstaden Helsingfors. Öns area är 0,8 hektar och dess största längd är 170 meter i sydöst-nordvästlig riktning.